# Šanghaj (film, 2012)
Šanghaj je slovenski dramski film, drugi celovečerni film režiserja Marka Naberšnika. Svetovno premiero je doživel na 36. svetovnem filmskem festivalu v Montrealu, ki sodi med festivale A kategorije. Posnet je po romanu Nedotakljivi pisatelja Ferija Lainščka. Posebnost filma je, da je večina dialogov v romskem jeziku. To je bil najdražji film v dotakratni slovenski filmski zgodovini.

## Vsebina
Protagonisti filma so člani romske družine Mirga. V njem spremljamo zgodbo štirih generacij, ki jo v prvi osebi pripoveduje Lutvija Belmondo Mirga. Njegova družina je prepotovala lep del Balkana in se na koncu naselila v vasi, katere ime je neznano. Medtem, ko se ostali Romi ukvarjajo z drugimi posli, Lutvijin oče Ujaš poskuša zaslužiti s prodajo jajc in s tem postane tarča posmeha ostalih prebivalcev. Nekega dne ima tega dovolj, zato zapusti ženo z otroki in odide v svet, da bi uspel. Čez čas se vrne kot bogat gospod, saj je obogatel z uvozom različnih izdelkov iz Italije, ki so bili v Jugoslaviji zelo iskani. Že v rosnih letih začne v posel vpeljevati tudi Lutvijo, čez čas pa se družina zaradi teh poslov preseli v Slovenijo, natančneje v Prekmurje.
Na enem od potovanj Ujaš Lutviji kupi sliko Šanghaja, ki Lutvijo popolnoma osupne. Izkaže se, da z uvozom blaga iz Italije ni težav, saj je Ujaš na svojo stran (tudi s podkupninami) pridobil nekatere ljudi iz policije in carine. S tem družina pridobi dovolj denarja, da se Lutvija ob prihodu v Prekmurje odloči postaviti romsko vas, ki jo poimenuje Šanghaj. Na enem od potovanj v Italijo Lutvija spozna tudi Amando, ki dela kot dama na poziv. Lutvija in Amanda se zaljubita in preselita v Šanghaj.
V Šanghaj se sčasoma začnejo priseljevati tudi drugi Romi, zato naselje kmalu obišče miličnik Gabrijel Galič (Bojan Emeršič), ki je sprva sumničav, kasneje pa z Lutvijo postaneta dobra prijatelja. To pomaga, da lokalne oblasti ne ovirajo poslov družine Mirga. Poleg tega ima Gabrijel tudi dobre odnose z lokalnim politikom Jožetom Sfiligojem, ki posreduje, da vas kmalu dobi elektriko, kar je bila tedaj v prekmurskih vaseh redkost.
Lutvijin sin Dono začne kazati talent za glasbo in se začne učiti igrati klavir. Medtem, ko je Amandi to všeč, se Lutvija z njegovo glasbeno kariero ne strinja, saj bi raje videl, da bi se sin ukvarjal z enakim poslom, kot sta se on in njegov oče. Zaradi tega sta Lutvija in Amanda dostikrat v sporu.
Leta prinesejo tudi kaotične razmere, ki nastopijo v Jugoslaviji po Titovi smrti. Naraščajoče napetosti med narodi spremenijo razmere na trgu in Lutvija se ob sodelovanju Hrvatov kmalu začne ukvarjati s preprodajo orožja. To sicer prinaša dobre zaslužke, vendar tudi precejšnja tveganja v obliki tekmovanja z drugimi trgovci z orožjem ter seveda tudi nevarnost, da početje odkrijejo oblasti. Lokalni novinar sicer objavi članek o nelegalnih aktivnostih v Šanghaju, vendar Lutvija s pomočjo vez v policiji in politiki uspe preprečiti objavo članka in utiša vse govorice o trgovini z orožjem. Eden od večjih trgovcev z orožjem, Dejan Kovačević, Lutviji ponudi sodelovanje pri poslu, vendar ga le-ta odločno zavrne. Žal pa se Lutvija v posel z orožjem vplete do te mere, da družinski odnosi postanejo ogroženi na račun njegovih poslovnih ambicij, kar privede do konfliktov z domačimi.
Amanda medtem odpelje Dona na sprejemne izpite na srednjo glasbeno šolo v Maribor, na katerih je Dono uspešen in posledično sprejet v šolo. Lutvija sicer nad sinovim odhodom v Maribor ni navdušen, vendar se na prigovarjanje babice in žene kasneje sprijazni z dejstvom, da bo tudi Dono tako, kot njegov oče in ded, sledil svojim sanjam.
Neke noči Šanghaj pretresejo eksplozije nekaj hiš, pri čemer umre kar nekaj vaščanov, med drugim tudi Ujaš. Zdi se, da je gre za maščevanje Kovačevića, zato ob policijski preiskavi Lutvija prizna vse podrobnosti o trgovini z orožjem in si s tem prisluži triletno zaporno kazen. Ostali Romi se razselijo, Šanghaj pa nato oblasti dokončno podrejo.  V tem času izve, da je Dono pustil šolo in da se potika nekje po Mariboru in odloči se, da ga bo po odhodu iz zapora poiskal. Uspe mu ga najti, vendar z žalostjo ugotovi, da je Dono postal tudi odvisnik od drog. Z močno voljo celotne družine se Dono reši odvisnosti, si najde dekle in se poroči, s čimer se družinska zgodba nadaljuje.

## Igralci
- Asli Bayram
- Visar Vishka
- Bojan Emeršič
- Senad Bašić

## Nagrade
- 2013 - Nagrada za najboljši film na filmskem festivalu Central European Film Festival, Romunija (MECEFF 2013 - 3rd  Central European Film Festival) za celovečerni film Šanghaj
- 2013 - Nagrada za najboljši film na filmskem festivalu SEE a Pariz, Francija (SEE à Paris 2013 – 3.Festival des Cinemas du Sud Est Européen) za celovečerni film Šanghaj
- 2013 - Nagrada za najboljšo glasbo (Saša Lošić) na filmskem festivalu SEE a Pariz, Francija (SEE à Paris 2013 – 3.Festival des Cinemas du Sud Est Européen) za celovečerni film Šanghaj
- 2012 - Nagrada za najboljši scenarij na filmskem festivalu v Montrealu (36th World Film Festival Montreal - World Competition) za celovečerni igrani film ŠANGHAJ (scenarij Marko Naberšnik po romanu Nedotakljivi pisatelja Ferija Lainščka)
- 2012 - Nagrada za masko na 15. festivalu slovenskega filma v Portorožu za celovečerni igrani film ŠANGHAJ
- 2012 - Nagrada za najboljšo stransko žensko vlogo (MARJUTA SLAMIČ) na 15. festivalu slovenskega filma v Portorožu za celovečerni igrani film ŠANGHAJ